# Не відстріляна музика
«Не відстріляна музика» («Не отстреленная музыка») — радянський художній фільм 1990 року, знятий режисером Миколою Оляліним.

## Сюжет
Історія кохання колишнього «афганця» до гарної, ніжної та безмежно щирої Олі.

## У ролях
- Олександра Яковлєва — Оля, стюардеса
- Микола Олялін — Вадим Нечаєв
- Ніна Колчина-Бунь — Ірина
- Лесь Сердюк — Валерій, командир екіпажу
- Евія Стальбовська — стюардеса
- Олена Пономаренко — пасажирка з дитиною
- Михайло Ігнатов — міліціонер
- Сергій Підгорний — роль другого плану
- Казбек Бокоєв — роль другого плану
- Наталя Козар — Наташка
- Володя Думчев — роль другого плану
- Людмила Кузьміна — епізод

## Знімальна група
- Режисер-постановник і сценарист: Микола Олялін
- Оператор-постановник: Геннадій Карюк
- Композитор: Олександр Гольдштейн
- Художник-постановник: Олександр Дєдух
- Режисер монтажу: Яніна Боголепова
- Редактор: Валерій Козлов
- Звукооператор: Анатолій Єлісєєв
- Режисер: Казбек Бокоєв
- Художник по костюмах: Регіна Хомська
- Художник-гример: Неллі Фастенко
- Оператори: Сергій Большаков, Олександр Карюк
- Директор картини: Олександр Пронченко